# رونالد کوون
رونالد کوون (به انگلیسی: Ronald Cowen) (زادهٔ ۱۳ دسامبر ۱۹۸۰) شناگر اهل برمودا است.